# IC 3901
IC 3901 је појединачна звијезда у сазвјежђу Береникина коса која се налази на листи објеката дубоког неба у Индекс каталогу.
Деклинација објекта је + 21° 56' 17" а ректасцензија 12h 55m 50,9s.